# Пилиповка (Днепропетровская область)
Пилиповка (укр. Пилипівка) — село,
Царичанский поселковый совет,
Царичанский район,
Днепропетровская область,
Украина.
Код КОАТУУ — 1225655105. Население по переписи 2001 года составляло 4 человека .

## Географическое положение
Село Пилиповка находится на левом берегу реки Прядовка,
выше по течению на расстоянии в 4 км расположено село Прядовка,
ниже по течению на расстоянии в 2 км расположено село Лысковка,
на противоположном берегу — село Калиновка.
Рядом проходит автомобильная дорога Т-0412.